# Лаптевка (приток Тагила)
Лаптевка — река в России, протекает по Верхотурскому и Алапаевскому районам Свердловской области. Устье реки находится в 36 км по левому берегу реки Тагил. Длина реки Лаптевки составляет 11 км.

## Данные водного реестра
По данным государственного водного реестра России, Лаптевка относится к Иртышскому бассейновому округу, речному бассейну Иртыша, речному подбассейну Тобола. Водохозяйственный участок — Тагил от города Нижнего Тагила и до устья.
Код объекта в государственном водном реестре — 14010501512111200005828.